# Larvenamarant
De  larvenamarant of zwartmaskerastrilde (Lagonosticta larvata) is een tot de familie van de prachtvinken (Estrildidae) behorend zangvogeltje. De vogel komt voor in het Sahelgebied van Soedan tot Senegal (Afrika) en wordt ook als kooivogel gehouden.

## Kenmerken
De vogel is 10 tot 11 cm lang en weegt 8 tot 12 g. De keel en de wangen van de larvenamarant zijn zwart, de bovenzijde en de nek zijn donkergrijs. De vleugels zijn dofbruin met een klein beetje grijs. De staart is dofbruin met felrood. De borst is van boven wijnrood, naar de buik toe meer grijs met aan de flanken een aantal witte vlekjes. De ondersoort L. l. vinacea heeft meer wijnrood op de borst en buik. De ondersoort  L. l. nigricollis is donkerder. De vogel heeft een blauwgrijze snavel en leikleurige, soms meer vleeskleurige poten.

## Verspreiding en leefgebied
Deze soort telt 3 ondersoorten:
- L. l. larvata: oostelijk Soedan en Ethiopië.
- L. l. vinacea: van Senegal en Gambia tot westelijk Mali en Guinee.
- L. l. nigricollis: van centraal en zuidelijk Mali tot Soedan en Oeganda.

Het leefgebied bestaat uit savannegebied, terrein met afwisselend gras en bomen, rotsen, stukjes doornig struikgewas en bamboebosjes. De vogel komt in vergelijking met verwante prachtvinken uit Afrika in meer bebost gebied voor.

## Status
De larvenamarant heeft een groot verspreidingsgebied en daardoor is de kans op uitsterven gering. De grootte van de wereldpopulatie is niet gekwantificeerd. Men veronderstelt dat de soort in aantal stabiel is. Om deze redenen staat deze prachtvink als niet bedreigd op de Rode Lijst van de IUCN.

## Verzorging als kooivogel
De larvenamarant is een aardig vogeltje dat geschikt is voor een gemengd gezelschap in een volière, maar in Nederland niet gemakkelijk te verkrijgen. Deze amarant moet gevoederd worden met klein geel milletzaad, eigeel, kleine meelwormen en levende miereneieren. Schoon drinkwater, grit en maagkiezel moeten vanzelfsprekend altijd ter beschikking staan.